# 招起陞
招起陞（1851年—？年）廣州駐防正黃旗漢軍全福佐領下人，光緒二十四年（1898年）戊戌科繙譯進士。

## 生平[1]
- 戶部主事
- 中進士後，改歸知縣原班銓選，光緒三十一年（1905年）籤掣福建延平府尤溪縣知縣。[2]